# Ілія Балинов
Ілія Веселинов Балинов (болг. Илия Веселинов Балинов; нар. 28 липня 1966, Батак) — австрійський шахіст болгарського походження, гросмейстер від 1999 року.

## Шахова кар'єра
З шахами познайомився в чотири роки. 1991 року поселився в Австрії і починаючи з 1999 року на міжнародній арені представляє кольори цієї країни. У 1992 році посів 2-ге місце (попереду, зокрема, Ніколауса Штанеца) на турнірі за швейцарською системою в Ашах-ан-дер-Донау. 1996 року виграв Меморіал Карла Шлехтера у Відні (попереду, зокрема, Павела Блатного, Петара Поповича і Аттіли Гроспетера), а в 1997 році поділив 1-ше місце в Оберварті й поділив 2-ге місце на турнірі за круговою системою в Макарскій (позаду Владислава Ткачова, разом з Огнєном Цвітаном, Крістіаном Габрієлем і Младеном Палацом). У 1998 році поділив 3-тє місце на опені в Граці (разом із, зокрема, Костянтином Лернером і В'ячеславом Ейнгорном), а 1999 року переміг (попереду, зокрема Ральфа Лау) у Відні, поділив 1-ше місце в Лінці і посів 2-ге місце (позаду Андрія Щекачова) в Шварцаху. У 2001 році двічі поділив 1-ше місце на відкритих турнірах у Відні, а 2002 року переміг у Зеефельді. У 2005 році посів 1-ше місце в Гмундені, а 2006 року переміг у Відні і Шварцаху й посів 2-ге місце (позаду Давіта Шенгелії) в Граці. У 2007 році поділив 1-ше місце (разом із, зокрема, Імре Херою, Радославом Єдинаком і Гжегожом Гаєвським на турнірі в Оберварті.
2003 року виступив на 1-й шахівниці за збірну Австрії на командному чемпіонаті Європи, який відбувся в Пловдиві, а у 2000—2004 роках чотири рази взяв участь у щорічному командному турнірі країн Центральної Європи Кубок Мітропи (тричі на 1-й шахівниці).
Гросмейстер з рідкісною нестабільністю виступів. У липні 1996 року мав рейтинг Ело 2385, потім у січні 1997 року досягнув своєї рекордної позначки (2570, 4-те місце в Болгарії і 126-те у світі). У наступних роках його рівень систематично знижувався, до 2372 у жовтні 2004 року. Проте, йому знадобилося kbit два роки, щоб знову досягнути гросмейстерського рівня (2510 в жовтні 2006).